# Alchemilla bakurianica
Alchemilla bakurianica é uma espécie de rosácea do gênero Alchemilla, pertencente à família Rosaceae.